# فریج المناصیر
فریج المناصیر یک منطقهٔ مسکونی در قطر است که در شهرداری الریان واقع شده‌است. فریج المناصیر ۰٫۳ کیلومتر مربع مساحت دارد ۲۲ متر بالاتر از سطح دریا واقع شده‌است.